# Шаманек Альфред
Альфре́д Шама́нек (нім. Alfred Schamanek; 22 травня 1883, Львів — квітень або травень 1920) — полковник УГА, начальник Генерального штабу (булави) Української Галицької Армії. Етнічний німець.

## Життєпис
Закінчив кадетську школу (Відень, 1903), Академію Ґенерального штабу (Вінер-Нойштадт, 1911).
1914 — сотник (гауптман) генерального штабу австро-угорської армії (при а.-у. 8. GbBrig, м. Фоча на Балканах), згодом воював у її складі на італійському фронті, потім на Близькому Сході (Сирія). Потрапив у англійський полон, звідки зумів щасливо визволитись (спочатку до Болгарії, звідти до Австрії).

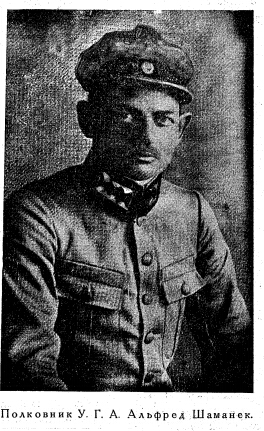

Повернувся 1918 року до Галичини, вступив до лав УГА, став начальником матеріального штабу Начальної Команди УГА (за призначенням Дмитра Вітовського).
Квітень 1919 — став начальником штабу II Корпусу. Відзначився в Чортківській офензиві, в наступі УГА на Київ (серпень 1919 року). Один із ініціаторів і розробників плану Чортківської офензиви: 5 червня очолив делегацію старшин II корпусу УГА зі зверненням до командувача Віктора Курмановича щодо затвердження плану операції. В Бучачі під час Чортківського наступу інформував Є. Петрушевича про катастрофічний стан з набоями, частково спричинений небажанням С. Петлюри підтримати «самовільний» наступ галичан. 5 липня 1919 року диктатор ЗУНР Євген Петрушевич призначив полковника Альфреда Шаманека начальником штабу Галицької армії.
Брав участь в нараді 4 листопада 1919 року за участю Симона Петлюри, Євгена Петрушевича (надав інформацію про кількість військ). Після підписання в Зятківцях (нині Гайсинського району, Вінницька область) 6 листопада перемир'я між УГА та Добрармією Симон Петлюра вимагав розстрілу генерала Мирона Тарнавського, Альфреда Шаманека; 13—14 листопада у Вінниці над ними відбувся польовий суд у справі самочинного підписання договору про перемир'я з представниками Добровольчої армії; суд виніс обом виправдальний вирок, вони та отаман Омелян Лесняк були понижені в посадах.
У середині листопада 1919 року командувач військ Новоросійської області Добрармії генерал-лейтенант М. Шиллінг наказав зосередити корпус полковника А. Шаманека в районі Козятин—Бердичів проти більшовицьких військ. А. Шаманек відмовився виконати наказ.
З січня 1920 року — шеф штабу ЧУГА (Червона УГА). 6 лютого в Бірзулі Ананіївського повіту відбулося створення начального ревкому УГА як керівного органу галицького війська, шефом штабу став полковник Альфред Шаманек. У лютому-березні 1920 року — керівник групи з реорганізації УГА в ЧУГА; був призначений командиром 1-ї бригади Червоних Українських Січових Стрільців (ЧУСС, очолював до 22 березня 1920).

### Загибель і поховання
Таємно покинув ЧУГА. Мав намір, рятуючись від більшовиків, з'єднатися з армією УНР. Але при переправі через Дністер з сотником Тітляром був застрілений на румунському (правому) березі найнятими перевізниками.
За одним твердженням, похований у селі Пороги (лівий берег Дністра). За іншим, у селі Косеуць (тепер Молдова, правий берег Дністра, навпроти міста Ямпіль).